# Dyscinetus picipes
Dyscinetus picipes är en skalbaggsart som beskrevs av Hermann Burmeister 1847. Dyscinetus picipes ingår i släktet Dyscinetus och familjen Dynastidae. Utöver nominatformen finns också underarten D. p. puertoricensis.